# Mothonodes obusta
Mothonodes obusta är en fjärilsart som beskrevs av Edward Meyrick 1921. Mothonodes obusta ingår i släktet Mothonodes och familjen fransmalar. Inga underarter finns listade i Catalogue of Life.